# Norby
Norby är en stadsdel i Uppsalas södra delar, och ligger i Uppsala Helga Trefaldighets distrikt, mellan Eriksberg i norr, Valsätra i söder, Hågadalen i väst och Stadsskogen i öst. Området är ett bostadsområde som mestadels består av villor och radhus, med några lägenhetshus nära Svamptorget och området Trädgårdsstan i sydvästra delen av Norby. Norbyvägen är den väg som går igenom hela Norby och delar upp området i en östlig och västlig del, det är även gränsen för valkretsen. Centrum finns vid Svamptorget. När det gäller kommunikationer så är buss nr 7 den primära bussen som åker sträckan Årsta Centrum - City - Gottsunda via Norbyvägen. Buss nr 3 och 11 passerar längs Norbys östra gräns.

## Historia
I området som idag kallas Norby har fynd gjorts som dateras till yngre bronsåldern eller äldre järnåldern (ca 500–300 f.Kr). I omnejden återfinns också resterna av ett gravfält, från 800- eller 900-talet e.Kr. I Norby finns även två vikingatida runhällar: U 897 och U 898.
Första gången Norby omnämnt i skrift är i ett brev från år 1294, då som Noraby. Under medeltid övergick ägandet av gårdarna i byn successivt till Uppsala domkyrka och vid medeltidens slut bestod byn av 6 Sankt Erikshemman. Under 1800-talet flyttades en gård ut till platsen som kallas Södra Norby idag. Flera hus från den gamla byn, som nu kallas Norra Norby, finns kvar, bland annat Norby soldattorp som idag förvaltas som ett besöksmål av Föreningen Norby soldattorp. I hagen mittemot torpet finns de två nämnda runhällarna.
Det moderna Norby började befolkas på 1920-talet då arbetarfamiljer själva byggde sina egnahem. Det fanns då ett fåtal gårdar längs det som idag kallas Södra Parkvägen ner mot Hågadalen. Den stora vågen av egnahemsbyggande kom sedan på 1940-talet. Under 1950-talet rådde byggförbud i väntan på att området skulle få kommunalt vatten. 1960-talet blev därför en ny stor nybyggnadsperiod. Då steg markpriserna och många valde att stycka av sina tomter. På 1960- och 1970-talet byggdes också det nya villaområdet Valsätra samt de stora hyreshusen i Valsätra och Gottsunda. Landskapet hade oåterkalleligen förändrats.

## Svamptorget
Svamptorget är lokaliserat på den östra sidan av Norbyvägen. På Svamptorget finns en livsmedelsbutik, ett par restauranger, bageri, florist samt dansstudio. Här finns även en busshållplats för buss nr 7.

## Malmaskolan

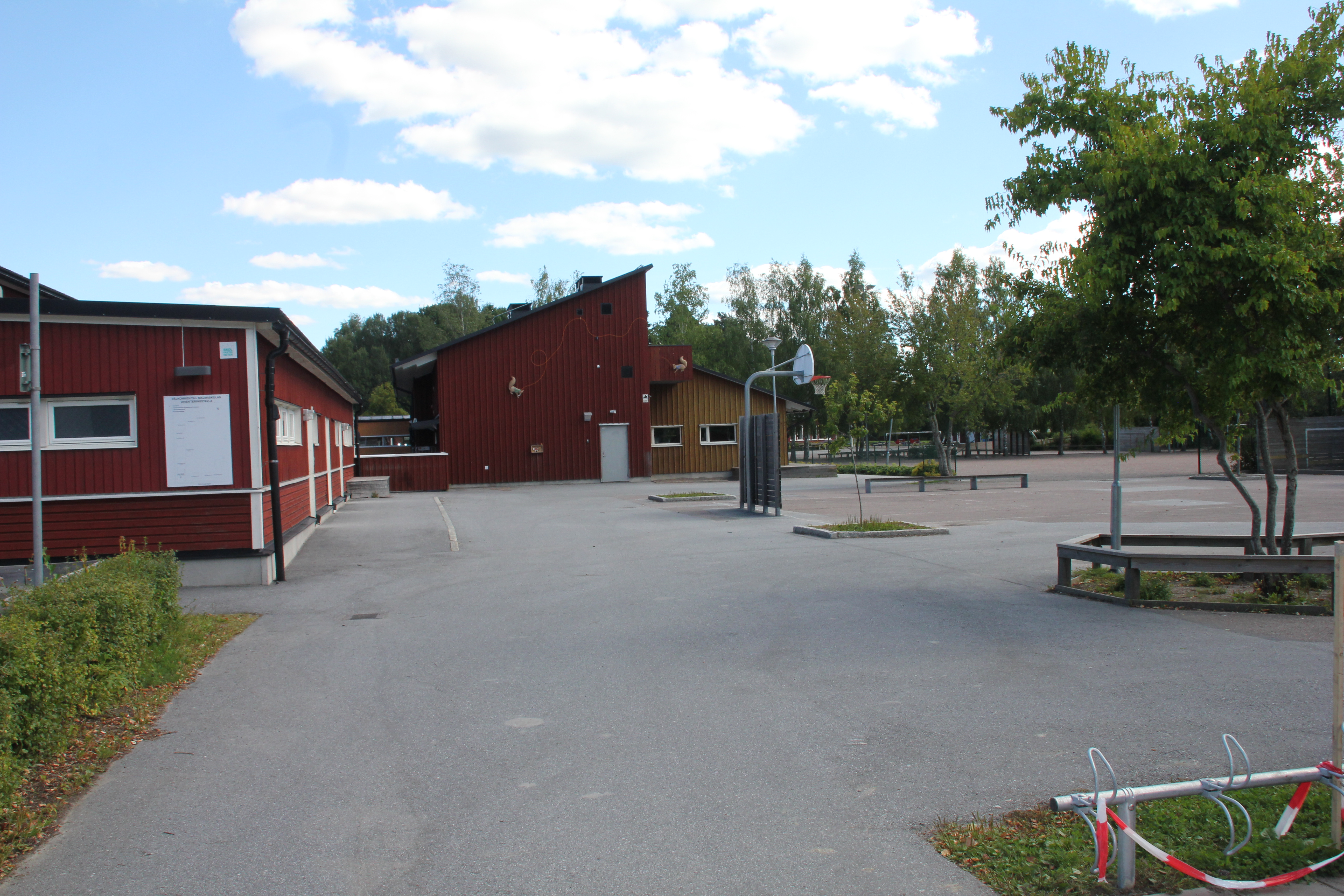
Malmaskolan, 2015

I Norby på Björkhagsvägen 6 finns den kommunala låg- och mellanstadieskolan Malmaskolan belägen. Här går elever från förskoleklass till årskurs 6. Sveriges tidigare statsminister Magdalena Andersson är före detta elev på skolan. Skolan kom tvåa i Vi i femman 2023.